# Динамика популације
Динамика популације, звана и динамика становништва или популациона динамика, јесте истраживање промена у броју и структури једне или више популација, као и процеса који утичу на те промене. 
Динамика становништва је била главна грана математичке биологије која има историју дугу двеста година, мада је у скорије време обим математичке биологије знатно проширен. Ранији период у развоју ове науке био је под утицајем демографије, што потврђује рад Бењамина Гомперца и Пјера Франсоа Верила, у раном 19. веку, који је прерадио и усавршио малтузијански демографски модел. Општији модел је предложио Ф. Џ. Ричардс 1959. године, који је обухватио моделе Гомперца, Верила, а такође и рад Лудвига фон Берталанфија, као посебне случајеве опште формулације. 
Популациона динамика такође проучава теме као што су старење становништва и депопулација.

## друге веб странице
- A Summary of Human Population Dynamics Russel Hopfenberg, Psychiatry and Behavioral Sciences Department, Duke University